# Наталін (Холмський повіт)
Наталін (пол. Natalin) — село в Польщі, у гміні Камінь Холмського повіту Люблінського воєводства.
Населення — 140 осіб (2011).
У 1975-1998 роках село належало до Холмського воєводства.

## Демографія
Демографічна структура станом на 31 березня 2011 року:
|          | Загалом | Допрацездатний вік | Працездатний вік | Постпрацездатний вік |
| -------- | ------- | ------------------ | ---------------- | -------------------- |
| Чоловіки | 74      | 17                 | 49               | 8                    |
| Жінки    | 66      | 12                 | 35               | 19                   |
| Разом    | 140     | 29                 | 84               | 27                   |